# NGC 1857
NGC 1857 (również OCL 428) – gromada otwarta znajdująca się w gwiazdozbiorze Woźnicy. Odkrył ją William Herschel 30 września 1780 lub 18 października 1786 roku. Jest położona w odległości ok. 5 tys. lat świetlnych od Słońca.